# 洛雷杜 (阿马兰蒂)
洛雷杜是葡萄牙波尔图区的一个堂区。总面积3.23平方公里，总人口655人，人口密度202.8人/平方公里。